# 安东·普列斯诺伊
安东·瓦西里耶维奇·普列斯诺伊（烏克蘭語：Антон Васильович Плєсной，1996年9月17日—），乌克兰、格鲁吉亚男子举重运动员，2019年世界举重锦标赛男子96公斤级铜牌得主、2020年夏季奥运会男子96公斤级铜牌得主。